# محمدجواد امام

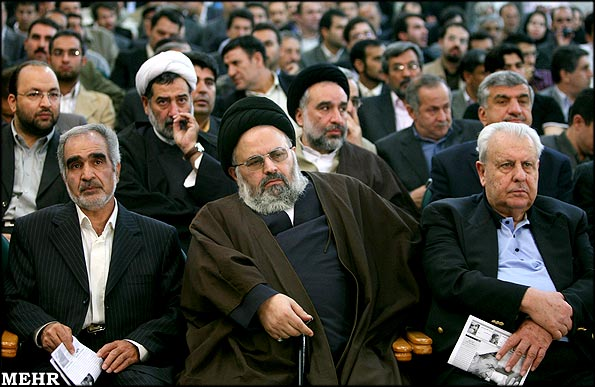
دهمین کنگره حزب مشارکت ایران اسلامی صبح ۴ آبان ۱۳۸۶ با حضور محمد خاتمی

جواد امام مدیرعامل بنیاد باران و معاون وزیر نیرو در دولت اصلاحات و مسئول ستاد میرحسین موسوی در تهران و از اعضای سازمان مجاهدین انقلاب اسلامی است که در جریان اعتراضات مردم ایران به نتایج انتخابات ریاست جمهوری (۱۳۸۸) دستگیر و به بند ۳۵۰ زندان اوین منتقل شد و پس از ماه‌ها بازداشت و انفرادی تحت محاکمه قرار گرفت.
او از سوی دادگاه انقلاب اسلامی به یک سال حبس تعزیری محکوم شد.